# 선전 지하철 3호선
선전 지하철 3호선 (중국어 간체자: 三号线, 정체자: 三號線, 한어 병음: Sānhào Xiàn, 월병: Saam1 Hou6 Sin3) 또는 룽강선 (龙岗线, 龍崗線, Lónggǎng Xiàn, Lung4 Gong1 Sin3)은 이톈에서 솽룽까지 북동쪽으로 운행하는 선전 지하철 노선으로, 2010년 12월 28일에 개통했다.
개통 이후, 극심한 교통 혼잡을 겪었던 도시 노동자들을 위한 주요 교통 수단이 되었다. 2013년에 매일 약 3억 3천 4백명의 사람들이 3호선을 이용했다. 2017년 1월 1일, 3호선은 최대 승객수인 919,000명을 기록했다.
현재 열차 전체 길이에 걸쳐서 열차 간의 운행 간격은 5분이다. 평일 오전 7시 15분~오전 9시 15분과 오후 5시 45분~7시 45분은 화신~탕컹 구간을 운행된다. 이것은 연결 선전 동역이 개통된 이래 부지 역에서 승객 교통의 급증을 완화하기 위한 것이다.

## 역사
선전 지하철 3호선의 1차 구간은 2007년 7월에 착공되었다. 2008년 4월 23일, 선전시 규획국(深圳市規劃局)은 선전 지하철 3호선을 "룽강선"으로 개칭했다. 3호선 명칭은 이후 2013년에 복귀되었다. 솽룽역에서 차오푸역까지의 1차 구간은 2010년 12월 28일에 공식적으로 운영을 시작했다. 이 구간은 탕컹역 인근를
을 제외하고는 거의 대부분 고가에 위치해 있다. 룽강구에서 출발하여 주로 선후이 로, 뤄후구를 따라 운행한다. 1차 구간은 총 길이가 25.138 km에 16개의 역이 있다. 훙링역에서 이톈역 간의 2차 구간은 2011년 6월 28일에 열었다.
| 구간               | 개통일자         | 연장     |
| ------------------ | ---------------- | -------- |
| 차오푸 — 솽룽      | 2010년 12월 28일 | 25.13 km |
| 이톈 — 차오푸      | 2011년 6월 28일  | 16.52 km |
| 이톈 — 푸텐 보세구 | 2020년 10월 28일 | 1.6 km   |
| 솽룽 — 핑디류랸    | 2024년 12월 28일 | 9.5 km   |

## 연장 계획
선전 지하철의 3단계 공사가 시작되면서 3호선이 양 끝에 연장될 예정이다. 이톈역을 넘어 남쪽으로 푸톈 보세구(福田保税区)로의 역 확장은 2015년 말에 건설을 시작할 예정이다. 또한 룽강구 서쪽으로 7.3km 연장 구간을 곧 공사할 것으로 보인다.
장기 계획은 3호선을 12호선과 함께 인접한 후이저우시 행 동쪽으로 확장하는 것을 포함한다. 2013년 8월 7일 양 도시간 교통 계획 및 도시 개발을 조정하기 위해 "협력 각서"에 서명하여 제안 계획 과정을 공식화했다.

## 운행 구간
- 푸바오 — 솽룽
- 화신 - 탕컹

## 역 목록
| 역명 (한글자격)      | 역명(간자체) | 영문명             | 환승역                     | 위치   |
| -------------------- | ------------ | ------------------ | -------------------------- | ------ |
| 푸텐 보세구          | 福保         | Futian Bonded Area |                            | 푸텐구 |
| 이톈 (일전)          | 益田         | Yitian             |                            | 푸텐구 |
| 스샤 (석하)          | 石厦         | Shixia             | ■ 7호선                    | 푸텐구 |
| 쇼핑 파크            | 购物公园     | Shopping Park      | ■ 1호선                    | 푸텐구 |
| 푸톈 (복전)          | 福田         | Futian             | ■ 2호선 ■ 11호선 푸톈 역   | 푸텐구 |
| 사오녠궁 (소년궁)    | 少年宫       | Children's Palace  | ■ 4호선                    | 푸텐구 |
| 롄화춘 (연화춘)      | 莲花村       | Lianhuacun         | ■ 10호선                   | 푸텐구 |
| 화신                 | 华新         | Huaxin             | ■ 7호선                    | 푸텐구 |
| 퉁신링 (통신랭)      | 通新岭       | Tongxinling        | ■ 6호선                    | 푸텐구 |
| 훙링 (홍랭)          | 红岭         | Hongling           | ■ 9호선                    | 푸텐구 |
| 라오제 (로게)        | 老街         | Laojie             | ■ 1호선 ■ 5호선 (공사중)   | 뤄후구 |
| 사이부 (새보)        | 晒布         | Shaibu             |                            | 뤄후구 |
| 추이주 (취죽)        | 翠竹         | Cuizhu             |                            | 뤄후구 |
| 톈베이 (전배)        | 田贝         | Tianbei            | ■ 7호선                    | 뤄후구 |
| 수이베이 (쉬배)      | 水贝         | Shuibei            |                            | 뤄후구 |
| 차오푸 (초부)        | 草埔         | Caopu              |                            | 뤄후구 |
| 부지 (부객)          | 布吉         | Buji               | ■ 5호선 ■ 14호선 선전 동역 | 룽강구 |
| 무몐완 (묵면완)      | 木棉湾       | Mumianwan          |                            | 룽강구 |
| 다펀 (대본)          | 大芬         | Dafen              |                            | 룽강구 |
| 롄화 서 (연화서)     | 莲花西       | Lianhua West       |                            | 룽강구 |
| 단주터우 (단죽투)    | 丹竹头       | Danzhutou          |                            | 룽강구 |
| 류웨 (육약)          | 六约         | Liuyue             |                            | 룽강구 |
| 탕컹 (탕항)          | 塘坑         | Tangkeng           |                            | 룽강구 |
| 헝강 (행강)          | 横岗         | Henggang           |                            | 룽강구 |
| 융후 (용호)          | 永湖         | Yonghu             |                            | 룽강구 |
| 허아오 (하오)        | 荷坳         | He'ao              |                            | 룽강구 |
| 유니버시아드         | 大运         | Universiade        | ■ 14호선 ■ 16호선          | 룽강구 |
| 아이롄 (애련)        | 爱联         | Ailian             |                            | 룽강구 |
| 지샹 (객상)          | 吉祥         | Jixiang            |                            | 룽강구 |
| 룽청 광장 (용성광장) | 龙城广场     | Longcheng Square   |                            | 룽강구 |
| 난롄 (남련)          | 南联         | Nanlian            |                            | 룽강구 |
| 솽룽 (상용)          | 双龙         | Shuanglong         | ■ 16호선                   | 룽강구 |
| 리위안 (이원)        | 梨园         | Liyuan             |                            | 룽강구 |
| 신성 (신생)          | 新生         | Xinsheng           |                            | 룽강구 |
| 핑시 (평서)          | 坪西         | Pingxi             |                            | 룽강구 |
| 저탄소 도시          | 低碳城       | Lower Carbon City  |                            | 룽강구 |
| 바이스탕 (백석탕)    | 白石塘       | Baishitang         |                            | 룽강구 |
| 푸핑 (부평)          | 富坪         | Fuping             |                            | 룽강구 |
| 핑디류랸 (평지육련)  | 坪地六联     | Pingdi Liulian     |                            | 룽강구 |

## 철도 차량
| 유형                         | 도입년도    | 차량대수 | 구조                    | 참고                    |
| ---------------------------- | ----------- | -------- | ----------------------- | ----------------------- |
| B형차량(B型车辆), 1차 도입분 | 2009 - 2010 | 43       | Tc＋M＋M＋M＋M＋Tc      | 창춘 궤도객차 제조      |
| B형차량(B型车辆), 2차 도입분 | 2014 -      | 33       | Tc + M + M + M + M + Tc | 난징 푸전 차량공사 제조 |

중국 철도차량 중에서는 이례적으로 한국의 현대로템에서 만든 추진제어장치를 사용했다. 그래서 한국의 지하철 차량들과 비슷한 구동음을 낸다.

## 같이 보기
- 선전 지하철